# Nuoto sincronizzato ai campionati europei di nuoto 2018 - Duo (programma tecnico)
La competizione di nuoto sincronizzato - Duo tecnico dei Campionati europei di nuoto 2018 si è svolta il 3 agosto 2018 presso lo Scotstoun Sports Campus di Glasgow. In totale 19 coppie di atlete si sono contese il podio.

## Medaglie
| Posizione | Atlete                                  | Paese   |
| --------- | --------------------------------------- | ------- |
| Oro       | Svetlana Kolesničenko Varvara Subbotina | Russia  |
| Argento   | Anastasija Savčuk Yelyzaveta Yakhno     | Ucraina |
| Bronzo    | Linda Cerruti Costanza Ferro            | Italia  |

## Risultati
| Pos. | Atlete                                       | Nazione       | Punti   |
| ---- | -------------------------------------------- | ------------- | ------- |
|      | Svetlana Kolesničenko Varvara Subbotina      | Russia        | 95.1035 |
|      | Anastasija Savčuk Yelyzaveta Yakhno          | Ucraina       | 92.6188 |
|      | Linda Cerruti Costanza Ferro                 | Italia        | 89.7519 |
| 4    | Paula Ramírez Sara Saldaña                   | Spagna        | 89.5215 |
| 5    | Anna-Maria Alexandri Eirini-Marini Alexandri | Austria       | 86.2548 |
| 6    | Evangelia Papazoglou Evangelia Platanioti    | Grecia        | 85.3943 |
| 7    | Charlotte Tremble Laura Tremble              | Francia       | 85.0770 |
| 8    | Bregje de Brouwer Noortje de Brouwer         | Paesi Bassi   | 83.7597 |
| 9    | Iryna Limanouskaya Veronika Yesipovich       | Bielorussia   | 82.7553 |
| 10   | Kate Shortman Isabelle Thorpe                | Gran Bretagna | 80.2820 |
| 11   | Vivienne Koch Noemi Peschl                   | Svizzera      | 79.1306 |
| 12   | Marlene Bojer Daniela Reinhardt              | Germania      | 78.3425 |
| 13   | Eden Blecher Yael Polka                      | Israele       | 75.9580 |
| 14   | Lara Mechnig Marluce Schierscher             | Liechtenstein | 75.5990 |
| 15   | Nada Daabousová Diana Miškechová             | Slovacchia    | 75.2948 |
| 16   | Defne Bakırcı Mısra Gündeş                   | Turchia       | 74.6296 |
| 17   | Maria Gonçalves Cheila Vieira                | Portogallo    | 73.1501 |
| 18   | Aleksandra Atanasova Dalia Penkova           | Bulgaria      | 70.8170 |
| 19   | Nevena Dimitrijević Jelena Kontić            | Serbia        | 70.5486 |